# Filip Benko
Filip Antonius William Benko (Huddinge, Stockholm, 4. ožujka1986.) je švedski filmski glumac hrvatskog podrijetla. Prvi film u kojem se pojavio je Sandor slash Ida iz 2004. godine, dok je još pohađao višu sekundarnu tehničku školu. Film je snimljen prema romanu Sare Kadefors. Glumio je lik Sandorova starijeg brata Arona. Poslije ovog filma snimio je niz kratkih filmova sve dok ga redatelj Ivica Zubak nije izabrao za glavnu ulogu u svom prvom filmu Knäcka. Uskoro je Benko izabran za lik Markusa Niklasson u TV emisji Andra Avenyn. Studirao je računalne znanosti na Kraljevskom tehničkom institutu u Stockholmu od 2004. do 2008. godine. Fluentno govori švedski, hrvatski, engleski, srpski i bošnjački, te srednje govori njemački.

## Filmovi
- Sandor slash Ida - Aron (2004.)
- Drowning Ghost - Student (2004.)
- Livet enligt Rosa - Tompa (2005.)
- La-la-land - Eric (2007.)
- Vildsvinet - Arvid (2007.)
- Andra Avenyn - Marcus (2008.)
- Knäcka - Goran (2009.)

## TV serije
- Crno-bijeli svijet - omladinac (2015.)

## Nominacije i nagrade
- Aftonbladetova televizijska nagrada - nominiran za najbolju mušku ulogu 2008.[2]
- Cosmopolitan Sverige - #2 "među 10 najseksi švedskih muškaraca 2010."[3]

## Vanjske poveznice
- Službene stranice (šve.)
- Filip Benko u internetskoj bazi filmova IMDb-u (engl.)
- SVT play I huvudet på Filip Benko  (šve.)